# 8573 Ivanka
A 8573 Ivanka (ideiglenes jelöléssel 1996 VQ) a Naprendszer kisbolygóövében található aszteroida. Zdeněk Moravec fedezte fel 1996. november 4-én.